# القنیه
القنیة (به عربی: القنیة، إدلب) یک منطقهٔ مسکونی در سوریه است که در استان ادلب واقع شده‌است.

## خصوصیات
القنیة ۵۸۷ نفر جمعیت دارد و ۴۵۰ متر بالاتر از سطح دریا واقع شده‌است.